# António José Pereira Cabral
António José Pereira Cabral foi um empresário português.

## Biografia
Obteve, junto com Alberto da Cunha Leão, a concessão para a construção e operação do Caminho de Ferro da Regoa a Chaves, em 12 de Abril de 1897; no entanto, logo em 1902, pediram que este contrato fosse terminado, por não terem encontrado apoios financeiros para o projecto.